# Elizabeth Cady Stanton
Elizabeth Cady Stanton (Johnstown (New York), 12. studenog 1815. - New York, 26. listopada 1902.) bila je američka sufražetkinja, društvena aktivistica i vodeća figura u ranom pokretu za prava žena. Sazvala je prvu »žensku« konferenciju (Seneca Falls, 1848.) zajedno s Mott Coffin na kojoj je donesena „Deklaracija osjećaja”, program koji je parafrazirajući Deklaraciju o nezavisnosti (1776.) zahtijevao ista prava za žene. To je bio jedan od prvih organiziranih pokreta za ženska prava i pravo glasa žena u Sjedinjenim Američkim Državama. Stanton je bila predsjednica Nacionalnog američkog ženskog udruženja za pravo glasa od 1890. do 1892. godine.
Prije nego što je Stanton suzila svoj politički fokus gotovo isključivo na ženska prava, bila je aktivna borba za abolicionizam sa svojim suprugom Henryjem Brewsterom Stantonom (suosnivačem Republikanske stranke) i bratićem Gerritom Smithom. Za razliku od mnogih koji su bili uključeni u pokret za prava žena, Stanton je bio uključena u niz pitanja vezanih uz žene izvan prava glasa. Njezin opseg djelovanja uključivao je roditeljska i skrbnička prava žena, imovinska prava, zaposlenje i prava na prihod, razvod, obiteljsko ekonomsko zdravlje i kontrolu rađanja. Također je bila otvoreni zagovornik pokreta umjerenosti iz 19. stoljeća.
Nakon Američkog građanskog rata, njena predanost ženskom pravu glasa izazvala je podjelu u pokretu za prava žena kada je ona, zajedno sa Susan B. Anthony, odbila podržati usvajanje 14. i 15. amandmana na Ustav Sjedinjenih Američkih Država. Protivila se davanju dodatne pravne zaštite i prava glasa Afroameričkim muškarcima, dok su ženama, crncima i bijelcima, ta ista prava uskraćena. Njezino stajalište o ovom pitanju, zajedno s njezinim razmišljanjima o organiziranom kršćanstvu i ženskim pitanjima izvan prava glasa, dovelo je do formiranja dviju odvojenih organizacija za ženska prava koje su se na kraju spojile, sa Stanton kao predsjednicom zajedničke organizacije, dvadesetak godina nakon razlaza.
Stanton je umrla 1902., nakon što je napisala „Žensku Bibliju” i svoju autobiografiju „Eighty Years and More”, te brojne članke i pamflete o ženskom pravu glasa i pravima žena.